# إيفان كروزلياك

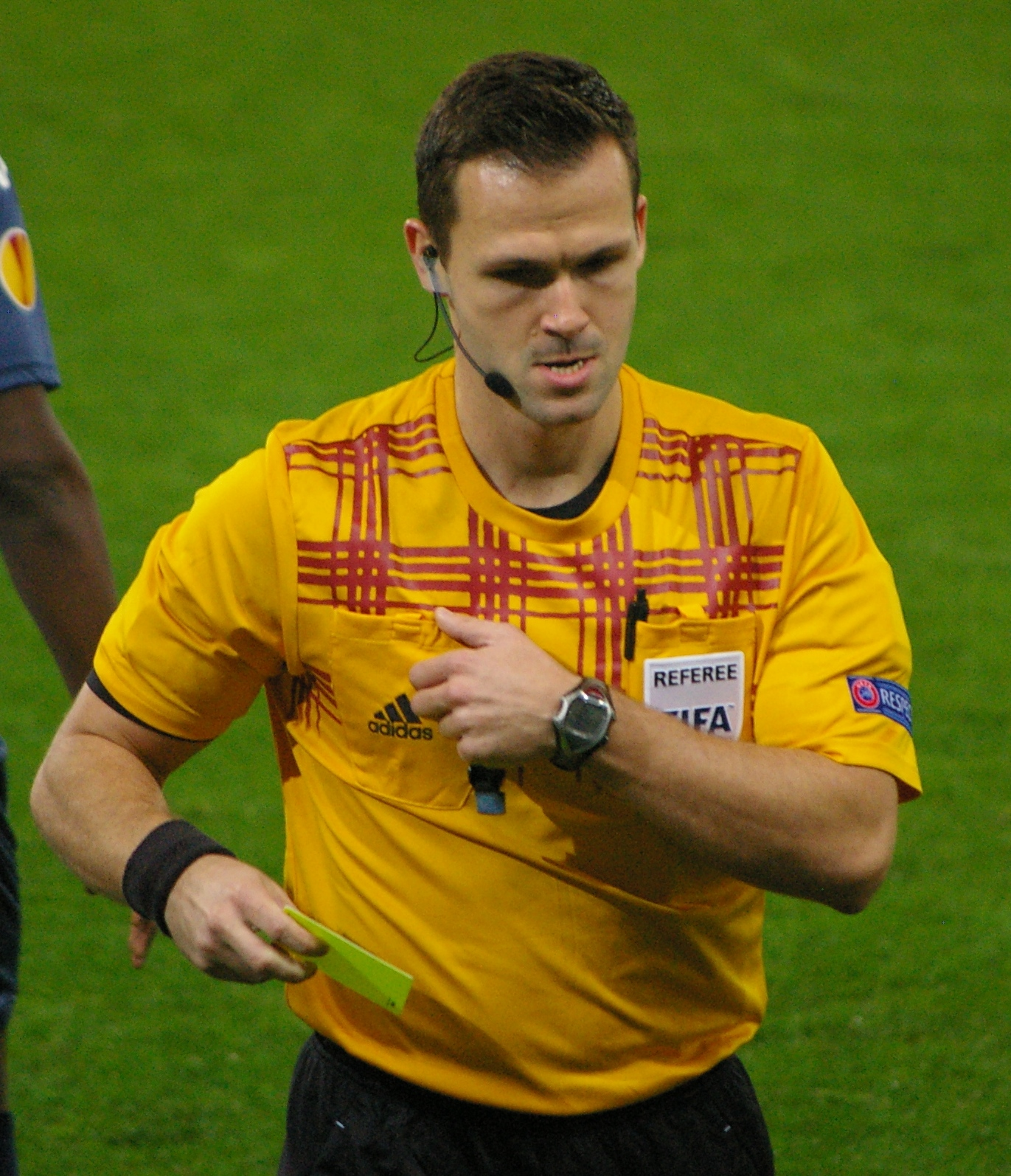

إيفان كروزلياك (مواليد 24 مارس 1984) حكم كرة قدم سلوفاكي. شارك في دوري أبطال أوروبا 2012–13 و2020–21.
كما أشرف على تحكيم مباراة في تصفيات كأس العالم 2014 بين إنجلترا ومولدوفا بملعب ويمبلي.

## روابط خارجية
- إيفان كروزلياك على موقع Soccerway.com (الإنجليزية)